# Tessy-sur-Vire
Tessy-sur-Vire es una comuna delegada francesa situada en el departamento de Mancha, de la región de Normandía.

## Historia
Tessy-Sur-Vire era una comuna francesa que el uno de enero de 2016 pasó a ser una comuna delegada de la comuna nueva de Tessy-Bocage al fusionarse con la comuna de Fervaches.
El uno de enero de 2018 pasó a ser una comuna delegada de la comuna nueva de Tessy-Bocage al fusionarse con las comunas de Fervaches y Pont-Farcy.

## Demografía
| Gráfica de evolución demográfica de Tessy-sur-Vire entre 1800 y 2014 |
|                                                                      |

Los datos demográficos contemplados en este gráfico de la comuna de Tessy-sur-Vire se han cogido de 1800 a 1999 de la página francesa EHESS/Cassini, y los demás datos de la página del INSEE.